# Rebus
El principio de rebus (de la frase latina res pro rebus, que significa «una cosa por otra»), también conocido como principio de homofonía o principio jeroglífico, es un recurso que se usó en los orígenes de las escrituras logofonográficas o jeroglíficas. 
En los inicios de la escritura, la representación utilizada era gráfica, la imagen de algo para representar ese algo, por ejemplo, la imagen de una espiga para transmitir la idea de una espiga. Sin embargo, eso no era posible para representar conceptos abstractos que no podían ser representados gráficamente.
Lo dicho antes era un gran impedimento para conseguir representar un lenguaje completo. En ese punto, las diferentes culturas dieron el salto de escribir esos conceptos identificando los sonidos similares que utilizaban para nombrar cosas conocidas. Y el paso siguiente fue aplicarlo a toda la escritura. Esto viene a ser el principio de rebus, una imagen puede representar diferentes cosas y no sólo el objeto de la imagen.
Aplicado a los antiguos egipcios, sería como usar la imagen de un 'cordel' o 'lazo anudado', que se pronunciaba aproximadamente como onj o anj, para representar el concepto abstracto de "vida" (egi. anj) aprovechando su correspondencia homofónica. Un ejemplo de uso más complejo, es el de agrupar más de un elemento para comunicar algo completamente distinto a sus originales. Por ejemplo, escribir "hermosa" en sumerio (sonido sheh-ga) utilizando dos pictogramas, una espiga de cebada (sonido essheh) y una ubre de vaca usada para decir leche (sonido oga). 
El rebus está detrás de todos los antiguos sistemas de escritura y su aplicación permitió transformar dibujos en palabras escritas. La evolución de pictogramas a sonidos, de sonidos a sílabas y de ahí a letras, permitió el nacimiento de la escritura.